# 卡塔琳娜教堂
卡塔琳娜教堂（瑞典語：Katarina kyrka）是位於瑞典斯德哥爾摩市中心的一座教堂。

## 历史
最初的教堂修建於1656年至1695年期間。教堂因火災而兩次被毀，但都得到重建。第二次重建是在1990年代。1990年5月17日，教堂幾乎被完全燒毀。1995年重建完成，重新開放。